# Ноні Мадуеке
Чуквунонсо Трістан «Ноні» Мадуеке (англ. Noni Madueke; нар. 10 березня 2002 року, Барнет, Англія) — англійський футболіст, гравець футбольного клубу «Арсенал» та збірної Англії.

## Клубна кар'єра
Вихованець футбольній академії «Тоттенгем Готспур». У червні 2018 року Мадуеке підписав трирічний контракт з клубом ПСВ.
26 серпня 2019 року дебютував у складі Йонг ПСВ в Еерстедивізі вийшовши на заміну в матчі проти команди МВВ Маастрихт. 20 грудня 2019 року відзначився забитим м'ячем у грі проти клубу «Ден Босх».
19 січня 2020 року дебютував в основному складі ПСВ.
20 січня 2023 року Мадуеке перейшов до клубу «Челсі».
18 липня 2025 року перейшов до лондонського клубу «Арсенал».

## Кар'єра в збірній
Виступав за юнацькі збірні Англії до 16, до 17 і до 18 років.
У березні 2021 року потрапив до заявки молодіжної збірної Англії на матчі молодіжного чемпіонату Європи.
29 серпня 2024 року Ноні отримав свій перший виклик до національної збірної Англії. 10 вересня 2024 року дебютував у складі збірної в матчі проти збірної Фінляндії.

## Особисте життя
Мадуеке народився в сім'ї нігерійців.

## Статистика

### Статистика клубних виступів
Станом на 21 січня 2023 року.
| Сезон             | Команда           | Чемпіонат         | Чемпіонат | Чемпіонат | Національний кубок | Національний кубок | Національний кубок | Континентальні кубки | Континентальні кубки | Континентальні кубки | Інші змагання | Інші змагання | Інші змагання | Усього | Усього |
| Сезон             | Команда           | Ліга              | Ігор      | Голів     | Ліга               | Ігор               | Голів              | Ліга                 | Ігор                 | Голів                | Ліга          | Ігор          | Голів         | Ігор   | Голів  |
| ----------------- | ----------------- | ----------------- | --------- | --------- | ------------------ | ------------------ | ------------------ | -------------------- | -------------------- | -------------------- | ------------- | ------------- | ------------- | ------ | ------ |
| 2019–20           | «Йонг ПСВ»        | ЕЕ                | 6         | 4         | -                  | -                  | -                  | -                    | -                    | -                    | -             | -             | -             | 6      | 4      |
| 2019–20           | «ПСВ»             | ЕР                | 4         | 0         | КН                 | 0                  | 0                  | ЛЄ                   | 0                    | 0                    | -             | -             | -             | 4      | 0      |
| 2020–21           | «ПСВ»             | ЕР                | 24        | 7         | КН                 | 1                  | 1                  | ЛЄ                   | 7                    | 1                    | -             | -             | -             | 32     | 9      |
| 2021–22           | «ПСВ»             | ЕР                | 18        | 3         | КН                 | 2                  | 1                  | ЛЧ+ЛЄ+ЛК             | 6+3+5                | 2+0+1                | СКН           | 1             | 2             | 35     | 9      |
| 2022–23           | «ПСВ»             | ЕР                | 5         | 1         | КН                 | 1                  | 1                  | ЛЧ+ЛЄ                | 0+3                  | 0                    | СКН           | 0             | 0             | 9      | 2      |
| Всього за «ПСВ»   | Всього за «ПСВ»   | Всього за «ПСВ»   | 51        | 11        |                    | 4                  | 3                  |                      | 24                   | 4                    |               | 1             | 2             | 80     | 20     |
| 2022–23           | «Челсі»           | АПЛ               | 0         | 0         | —                  | —                  | —                  | ЛЧ                   | 0                    | 0                    | —             | —             | —             | 0      | 0      |
| Всього за кар'єру | Всього за кар'єру | Всього за кар'єру | 57        | 15        |                    | 4                  | 3                  |                      | 24                   | 4                    |               | 1             | 2             | 86     | 24     |

## Титули та досягнення

### Командні
«ПСВ»
- Володар кубка Нідерландів: 2022
- Володар суперкубка Нідерландів: 2021, 2022

 «Челсі»
- Переможець Ліги конференцій УЄФА: 2025